# Oecetis theischingeri
Oecetis theischingeri is een schietmot uit de familie Leptoceridae. De soort komt voor in het Australaziatisch gebied.